# Superintendencia de Transporte Terrestre de Personas, Carga y Mercancías
La Superintendencia de Transporte Terrestre de Personas, Carga y Mercancías (Sutran o SUTRAN), es un organismo adscrito al Ministerio de Transportes y Comunicaciones del Perú. De acuerdo con su Ley de Creación N.º 29380, cuenta con personería jurídica de derecho público interno y autonomía funcional.

## Funciones
La Superintedencia se encarga de normar, supervisar, fiscalizar y sancionar las actividades del transporte de personas, carga y mercancías en los ámbitos nacional e internacional.
Además se encarga de supervisar, fiscalizar y sancionar:
- A los titulares de los servicios de transporte terrestre de los ámbitos nacional e internacional, a los conductores habilitados para el servicio y a los titulares y operadores de infraestructura complementaria de transporte por los incumplimientos o infracciones en que incurran.
- A los responsables de la circulación de vehículos en la red vial. El organismo establece su competencia, velando por el cumplimiento de lo dispuesto por el Reglamento Nacional de Tránsito y el Reglamento Nacional de Vehículos y tomando acciones a sus infractores.
- A los titulares de autorizaciones, concesionarios y prestadores de servicios complementarios, inspecciones, certificaciones, verificaciones y otras relacionadas con el transporte y tránsito terrestre.